# Cardiochilos williamsonii
Cardiochilos williamsonii är en orkidéart som beskrevs av Phillip James Cribb. Cardiochilos williamsonii ingår i släktet Cardiochilos och familjen orkidéer. Inga underarter finns listade i Catalogue of Life.